# Tashirojima
Tashirojima (田代岛?) là một hòn đảo nhỏ ở thành phố Ishinomaki, Miyagi, Nhật Bản. Hòn đảo nằm ngoài khơi bán đảo Oshika, về phía tây của Ajishima thuộc Thái Bình Dương. Nó là một hòn đảo có người ở, mặc dù dân số là khá ít (chỉ khoảng 100 người, có sự giảm sút so với khoảng 1000 người trong những năm 1950 ). Nó được gọi là "Đảo Mèo" do có số lượng mèo lớn đi lạc phát triển ở đây, và người dân địa phương ở đây đã tin tưởng rằng những người bạn bốn chân này sẽ đem lại sự giàu có và may mắn cho họ. Số lượng mèo trên đảo lớn hơn cả dân số trên đảo. Một bài báo năm 2009 tại của tờ Sankei News đã viết về việc hòn đảo không hề có chó, và việc mang loài vật này lên đảo Tashirojima là hoàn toàn bị cấm.
Hòn đảo này được chia thành hai làng là Oodomari và Nitoda. Ajishima, một hòn đảo lân cận thuộc thị trấn Oshika, trong khi Tashirojima là một phần của thành phố Ishinomaki. Ngày 1 tháng 4 năm 2005, Oshika sáp nhập vào thành phố Ishinomaki, vì vậy mà bây giờ cả hai hòn đảo đều là một phần của Ishinomaki.
Hòn đảo có tới 83% dân số là người cao tuổi, 50% là trên 65 năm tuổi, khiến sự tồn tại của dân cư ở đây đang bị đe dọa do tình trạng già hóa dân số. Ngành nghề chính của những người dân trên đảo là đánh bắt cá và kinh doanh khách sạn.
Hòn đảo còn được gọi là đảo Manga bởi các tòa nhà trên đảo được xây dựng giống như trong truyện tranh của họa sĩ Manga Shotaro Ishinomori xây dựng, giống như một "Vương quốc mèo".

## Lịch sử
Trường tiểu học Tashiro đóng cửa vào năm 1989 và trở thành một trung tâm giáo dục. Trung tâm giáo dục này sau đó bị đóng cửa trong năm 2008. Hòn đảo trở thành một địa điểm du lịch hấp dẫn vào năm 2000.
Trong năm 2011, hòn đảo này ảnh hưởng bởi trận động đất và sóng thần Tōhoku dẫn đến thiệt hại lớn cho hòn đảo.

## Đền thờ mèo

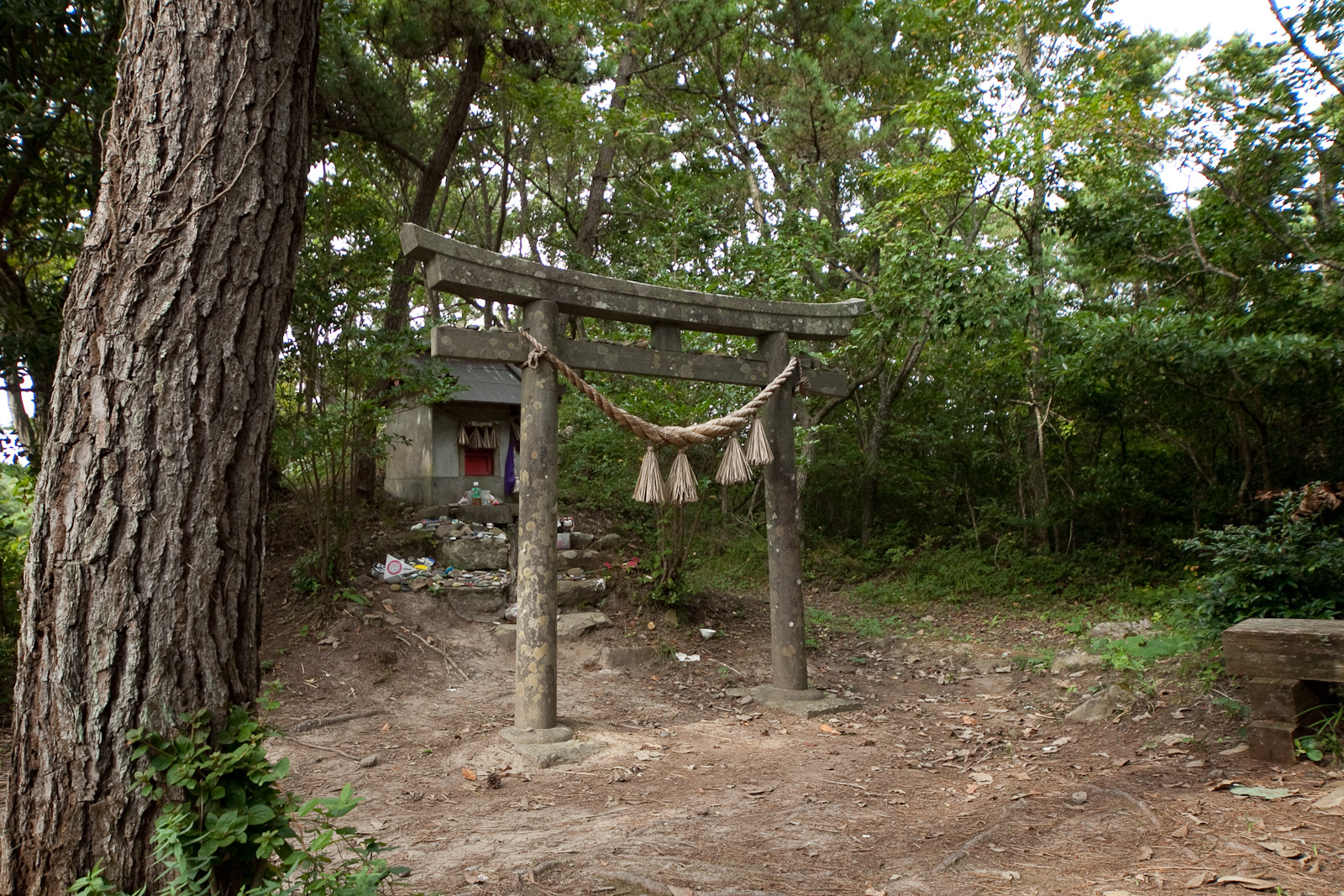
Đền thờ mèo trên đảo.

Có một ngôi đền thờ mèo được gọi là Neko-jinja (猫神社?) ở giữa hòn đảo, nằm giữa hai làng. Trong quá khứ, người dân đảo đã nuôi tằm cho ngành công nghiệp dệt vải phát triển rộ, và mèo được nuôi để đẩy lùi số lượng chuột rình rập đàn tằm của họ. Đánh cá trở thành ngành nghề phổ biến trên đảo sau khi vào thời kỳ Edo, các ngư dân từ nơi khác đến đây đánh bắt cá và ở lại trên đảo. Theo thời gian, việc đánh cá của các ngư dân phát triển và họ cho rằng, quan sát những hành vi của con mèo, họ có thể đoán trước được thời tiết và số lượng cá sẽ bắt được. Một ngày, khi các ngư dân đang thu thập đá để sử dụng cố định lưới thì một tảng đá đã rơi xuống và giết chết một con mèo. Ngư dân cảm thấy thương tiếc về cái chết của con mèo bị chôn vùi đó và đã chôn cất nó ở vị trí đền thờ trên đảo.
Có ít nhất mười đền thờ mèo và 51 bia đá với hình dạng của mèo tại tỉnh Miyagi. Đặc biệt, các đền thờ và di tích được tập trung ở khu vực phía nam của hòn đảo, cùng các khu vực mà trước đây nghề nuôi tằm đã phát triển. Theo thời gian, công nghiệp dệt tại hòn đảo đã tàn lụi nhưng sự gắn bó của cư dân làng chài với đàn mèo vẫn luôn khăng khít.